# Corydalis porphyrantha
Corydalis porphyrantha är en vallmoväxtart som beskrevs av Cheng Yih Wu. Corydalis porphyrantha ingår i släktet nunneörter, och familjen vallmoväxter. Inga underarter finns listade i Catalogue of Life.